# Футбол на летней Универсиаде 2003
Футбольные соревнования на летней Универсиаде 2003 в Тэгу проходили с 20 по 30 августа. Разыгрывались 2 комплекта наград. В мужском турнире участвовали 16 команд, победу одержала сборная Японии. В женском турнире участвовали 12 команд, победу одержала сборная КНДР.

## Мужчины

### Призёры
| Дисциплина                | Золото | Серебро | Бронза |
| ------------------------- | ------ | ------- | ------ |
| Мужской футбольный турнир | Япония | Италия  | Чехия  |

### Итоговая расстановка
| Место | Команда          |
| ----- | ---------------- |
| 1     | Япония           |
| 2     | Италия           |
| 3     | Чехия            |
| 4     | Марокко          |
| 5     | Иран             |
| 6     | Таиланд          |
| 7     | Китай            |
| 8     | Великобритания   |
| 9     | Республика Корея |
| 10    | Уругвай          |
| 11    | Украина          |
| 12    | ЮАР              |
| 13    | Ирландия         |
| 14    | Мексика          |
| 15    | Канада           |
| 16    | Нигерия          |

## Женщины

### Призёры
| Дисциплина                | Золото | Серебро | Бронза |
| ------------------------- | ------ | ------- | ------ |
| Женский футбольный турнир | КНДР   | Япония  | Китай  |

### Итоговая расстановка
| Место | Команда          |
| ----- | ---------------- |
| 1     | КНДР             |
| 2     | Япония           |
| 3     | Китай            |
| 4     | Китайский Тайбэй |
| 5     | Республика Корея |
| 6     | Франция          |
| 7     | Ирландия         |
| 8     | Мексика          |
| 9     | Германия         |
| 10    | Канада           |
| 11    | ЮАР              |
| 12    | Новая Зеландия   |